# زبان غربی
زبان غربی (به انگلیسی: Occidental Language) (که بعدها به زبان درون‌زبانی (به انگلیسی: Interlingue Language) تغییرنام داد)، زبان میانجی جهانی برنامه‌ریزی‌شده‌ای است که توسط افسر نیروی دریایی و معلم آلمانی‌تبار، ادگار دووال ساخته و در سال ۱۹۲۲ منتشر شد. واژه‌نامه این زبان براساس واژگان جهانی ازپیش‌موجود تهیه شد. زبان، با اینکه به عنوان زبان منظم و باقاعده ساخته‌شده‌بود، بااین‌حال موافق با اصول طبیعی می‌باشد.زبان غربی، در سال‌های قبل از جنگ جهانی دوم بسیار محبوب بود، ولی پس از جنگ رفته‌رفته از محبوبیت آن کاسته‌شد.
زبان غربی، برای اینکه بسیاری از فرم‌های کلمه‌ای مشتق‌شده‌اش، فرم‌های مشابهی را که در میان زبان‌های اروپای غربی و در اصل در میان زبان‌های رومی رایج بود را بازتاب می‌داد، تولید و اختراع شد. این بازتاب، از طریق استفاده از قانون دووال، که مجموعه قوانینی برای تبدیل مصدرهای فعل به اسامی و صفات مشتق‌شده بود، انجام می‌شد. نتیجه این روال، زبانی بود که به آسانی و در اولین نگاه برای افراد معمولی‌ای که آشنایی‌ای با زبان‌های اروپای غربی داشتند، قابل فهم بود. با پیوستن و اضافه کردن گرامرهای ساده‌شده به این زبان، زبان غربی را به زبانی به‌طور استثنایی محبوب، در پانزده‌سال قبل از شروع جنگ جهانی دوم، تبدیل کرد.
قبل از جنگ جهانی دوم، زبان غربی، به دومین زبان میانجی پرطرفدار جهانی، بعد از زبان اسپرانتو تبدیل شده‌بود.
زبان غربی، با تغییر نام به زبان درون‌زبانی، در طول جنگ جهانی دوم حفظ شد، اما به دلیل رشد زبان مبتنی‌برطبیعت دیگری به نام زبان اینترلینگوا، رفته‌رفته محو شد.